# 卡皮内托西内洛
卡皮内托西内洛是意大利阿布鲁佐大区基耶蒂省的一个镇。ISTAT代码为069011。